# Rubens Mattioli
Rubens Giorgio Mattioli (San Giacomo delle Segnate, 13 febbraio 1945) è un chirurgo italiano.
Specializzato in otorinolaringoiatria e chirurgia plastica e ricostruttiva, è conosciuto in campo nazionale ed internazionale per essere stato il primo al mondo a sperimentare la tecnica di rinoplastica (e rinosettoplastica) senza l'uso di tamponi, presentandola nel corso di un congresso a Genova nell'anno 1986. Ha operato diversi sportivi anche di primo piano come Alberto Tomba.